# Operación Costa de Marfil
La Operación Costa de Marfil, también llamada Operación Kingpin o Asalto de Son Tay, fue una operación llevada a cabo por los Ejército y Fuerza Aérea de Estados Unidos durante la guerra de Vietnam con el objetivo de liberar a los prisioneros de guerra estadounidenses recluidos en un campo cerca de Son Tay (Sơn Tây), a las afueras de Hanói. La operación, llevada a cabo el 21 de noviembre de 1970, se ejecutó correctamente pero no se saldó con la liberación de los prisioneros ya que estos habían sido trasladados a otro campo unos meses antes.
Aunque no se pudo lograr el objetivo principal del asalto, la operación fue considera un éxito desde el punto de vista militar (no así desde el de la inteligencia) por la forma en la que se llevó a cabo, el número de pérdidas muy favorable a los estadounidenses y las posteriores consecuencias indirectas para los prisioneros de guerra estadounidenses en Vietnam. En el lado estadounidense, la operación se saldó con dos heridos y la pérdida de dos aeronaves (un avión y un helicóptero). En el lado norvietnamita hubo, según fuentes estadounidenses, más de 40 bajas, todas de militares, aunque según los locales hubo menos bajas militares y más muertes de civiles. 
Las críticas, tanto públicas como dentro de la administración de Richard Nixon, por los fallos de la inteligencia al no lograr comprobar que el campo estaba vacío de prisioneros a la hora del asalto (y de hecho, mucho antes) llevaron a una importante reorganización de la comunidad de inteligencia de Estados Unidos un año después.